# Dhofar 188
Dhofar 188 — метеорит-хондрит масою 234 грами.